# サンショウモ
サンショウモ(山椒藻、槐葉蘋　Salvinia natans (L.) All.)は、シダ植物門サンショウモ科サンショウモ属の一年草である。体を固定する根はなく、水面に葉を浮かべて浮遊する浮草タイプの水草である。見かけはシダ植物には見えないが、葉の下に胞子のうをつけ、胞子で繁殖する。名前の由来は山椒藻で、丸い葉が左右交互に並ぶ姿をサンショウの羽状複葉に見立てたものと見られる。

## 特徴
茎は長さ3-10cmになり、まばらに分枝する。葉は三輪生するが、二枚は楕円形の葉状で水面に浮き、一枚は細長く伸びて細かく裂け、水中に伸びる。これは一見では根のようにしか見えない。真の根はない。つまり見かけ上は対生する葉のところから根が出ているように見える。
秋頃に水中葉の基部に胞子嚢を生じる。胞子嚢は球形で大胞子嚢と小胞子嚢の区別がある。水中葉の一番基部の裂片に雌性胞子嚢果を、それ以外には雄性を付ける傾向がある。
浮葉は長楕円形で長さ8-14mm、幅は4-10mmで短い柄がある。

## 分布と生育環境
本州から九州の低地の池や水田に生育する。国外ではヨーロッパ、アジア、アフリカまで分布する。日本では一年草だが、より暖地では多年草になる。
富栄養化の進んだ水域で大発生することがあるが、消長が激しい。

## 生活環
この植物は普通は一年草である。春に発芽した植物体は、当初は針の先程の小さな葉をつけるが、次第に成長して大きくなってくる。茎は時折分枝を出し、それが切れて無性生殖する。
秋になると葉の下側の水中に球形の胞子のうが形成される。胞子のうには、大胞子のうと小胞子のうの区別がある。大胞子のう内には八個の大胞子細胞が形成されるが、一個だけが成熟する。小胞子のう内には細かい小胞子が形成される。植物体は冬には枯れるので、胞子だけが越冬する。
春になると、それぞれの胞子は発芽し、水面に浮かんでごく小さな前葉体を形成する。それぞれの前葉体に造精器、造卵器が形成され、造卵器で受精が起きると、そこから植物体が生長を始める。始めは1mm程の葉が出るが、次第に大きくなって本来の姿になる。

## 利害
かつてはごく普通のもので、水田雑草としては駆除の対象であったが、除草剤には弱いらしく、御多分に漏れず現在では極めて希少で、絶滅危惧に指定されている地域もある。
他方、その姿の面白さから鑑賞用に、あるいは水生のシダ植物としての特殊性からは理科教材としてから栽培される場合もあった。現在では希少になっているので、オオサンショウモが代用になっている例も多い。

## 近似種と分類
日本国内ではこれに似た姿の植物は種子植物を含めても全く存在しなかった。しかし、後述のオオサンショウモが帰化している例もあるので、注意が必要である。
この属は世界に約10種。アカウキクサと共にサンショウモ科とするか、それぞれ独立の科として、サンショウモ目をつくる。日本には他に、オオサンショウモが栽培、あるいは栽培逸出で見られる。
オオサンショウモ Salvinia molesta D.S.Mitch.
熱帯アメリカ原産で、形はサンショウモとほぼ同じながら一回り大きく、葉ははっきりと二つ折りになる。また、葉の表面の毛は先端が分かれている。